# Бердаван (село)
Бердава́н (арм. Բերդավան) — село в Тавушской области, на северо-востоке Армении. Село находится примерно в 2 км на север от Ноемберяна и рядом с сёлами Довех, Кохб и Зоракан.
В селе находится крепость Галинджакар (также известная как Берд или Бердаванская крепость) (X—XI вв.).
В селе также есть хачкар VI в.н. э.
Во время армяно-азербайджанского конфликта село интенсивно обстреливалось со стороны села Кемерли Казахского района.
Во времена Второй Мировой Войны село потеряло более половины мужского населения, памятник в честь погибших находится на холме недалеко от села.
Село потерпело наводнение во время выхода реки Кохб из своих берегов.
В 2015 году новый обстрел унёс жизни двух женщин, одной из которых было 94 года.
В с. Бердаван базируется одноименная футбольная команда, неоднократно побеждавшая в областных соревнованиях.